# Kara-Balta
Kara-Balta (kirgiziska: Кара-Балта) är en stad i norra Kirgizistan, cirka 60 kilometer väster om huvudstaden Bisjkek. Staden som utgör huvudort i distriktet Jaiyl i provinsen Tjüi är belägen 789 meter över havet och antalet invånare är 62 796.

## Geografi
Terrängen runt Kara-Balta är lite kuperad, och sluttar norrut. Runt Kara-Balta är det ganska glesbefolkat, med 34 invånare per kvadratkilometer. Kara-Balta är det största samhället i trakten. Trakten runt Kara-Balta består i huvudsak av gräsmarker.

## Sport
- FK Kara-Balta fotbollsklubb;
- Stadion Kara–Balta (kapacitet: 3 000)